# エリオ・グレイシー
エリオ・グレイシー（Hélio Gracie、1913年10月1日 - 2009年1月29日）は、ブラジルの男性ブラジリアン柔術家であり、グレイシー柔術創始者。パラー州ベレン出身。ブラジリアン柔術赤帯十段。ガスタオン・グレイシー家の五男。

## 来歴
最初に学んだ格闘技は柔道または柔術で16歳から始め、キャッチレスリングも始めた。
父ガスタオン・グレイシーから依頼された前田光世が兄カーロス・グレイシーやエリオを含む5人兄弟に柔道の技術と精神を教えた。その後、カーロスとエリオは、グレイシー柔術の技術体系を築き、エリオは「グレイシー柔術アカデミー」総裁となる。1930年代からバーリトゥードを戦い始め、約20年間無敗を誇りブラジルスポーツ界の英雄となる。
1932年1月16日、18歳の時にプロの試合で戦い始め、ボクサーのアントニオ・ポルトガルから40秒あまりで勝利した。

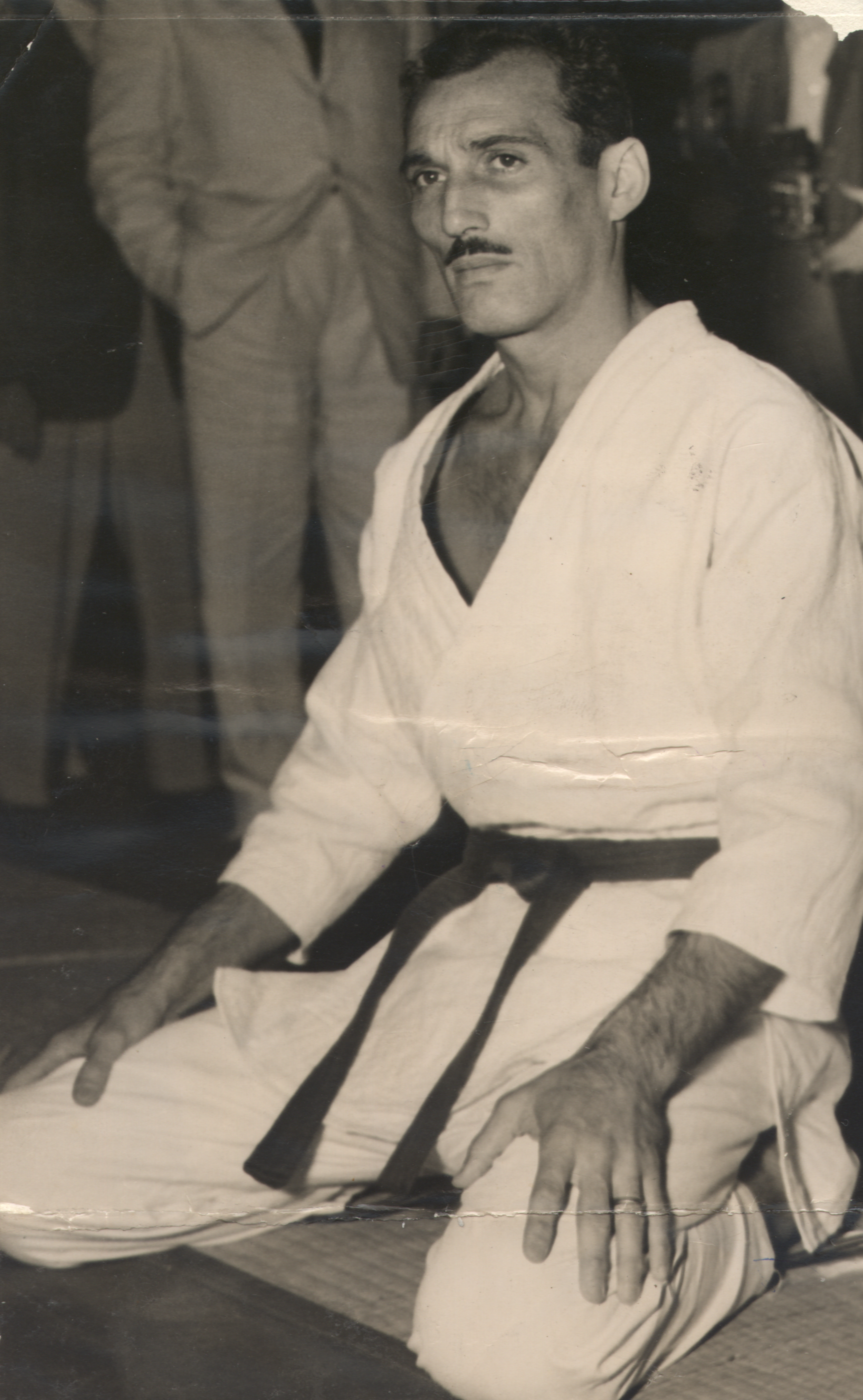
エリオ・グレイシー

日本人柔道家の矢野武雄、冨川富興と対戦し、ギブアップでエリオの勝利。
リオデジャネイロのマラカナンジーニョの体育館で日本人柔道家で高専柔道六高の師範金光弥一兵衛の弟子小野安一（ブラジル小野柔道館）と対戦。一万人の大観衆。小野が20回ほど投げるが時間切れで引き分けとなる。サンパウロで再戦するがまたも引き分けとなる。10分6ラウンドだったと柔道家の石井千秋は述べている。
在ブラジルの日本人柔道家の1952年第1回パンアメリカン柔道選手権大会王者倉智光（ブラジル小川武道館）によると、柔道の名誉を守るために寝技をみっちり鍛えエリオに挑戦表明していたがエリオは受けなかった。小川武道館は他流試合を禁じ過去に破門の例もあったにもかかわらずの挑戦表明だった。
1951年9月6日にブラジル・リオデジャネイロで日本人柔道家の加藤幸夫と打撃なし、ノーポイントの柔術ルールで対戦し、10分3ラウンド引き分け。9月23日に再戦し8分目で加藤を絞め落としエリオの一本勝ち。
1951年10月23日にブラジル・リオデジャネイロのマラカナン・スタジアム（観衆はブラジル大統領を含む3万人）で柔道家の木村政彦と対戦（10分3ラウンド）。石井が木村のセコンドについた倉智から聞いた話によると十字固を木村が掛けたシーンもあった。倉智は「折れ」と叫んだが木村は折らなかった。2R開始3分で大外刈からのキムラロック（本来の名称は柔道の「腕緘」。木村が掛けた技であるため、後にこう呼ばれる）で腕を取られて骨折するが、エリオがタップしなかったため兄のカーロスがタオルを投入し敗北した。一方でタオルを投入したのは兄のジョルジュだと石井は倉智から聞いている。試合後は互いが互いの強さを讃え合った素晴らしい試合だった。
倉智からはエリオは木村に敗れてから柔道に挑戦しなくなったと聞いているが、柔道家の大沢慶己がブラジルに訪れた際、何度も対戦を申し込むが大沢が講道館に止められ対戦は実現しなかった、と早稲田大学で大沢から指導を受け、エリオの一番弟子ペドロ・エメテリオのブラジリアン柔術道場で指導員をしていた石井は語っている。大沢は1952年から1953年にかけて4ヶ月ブラジルを中心に南米を訪れている。
43歳の時、弟子であったヴァウデマー・サンターナと対戦。エリオより16歳若く、約30 kg重いサンターナと4時間近くの試合となったがKO負けとなり、この試合を最後に引退した。
日本人柔道家との対戦では木村以外に対しては不敗であった。
三男ヒクソンが生まれた時にはすでにブラジルでも押しも押されもせぬ人気柔術家であった。
1965年世界柔道選手権大会リオデジャネイロ大会開催中、ブラジルに有名な柔道家たちが滞在していたので、柔道よりもブラジリアン柔術の優位性を主張し、アントン・ヘーシンクら誰でもよいのでブラジリアン柔術のイワン・ゴメスかカーウソン・グレイシーと戦うようにスポーツ誌上で挑発したが、誰も挑戦を受けなかった。
60歳を越えていた頃、サンパウロのイビラプエラの体育館で柔術軍と空手軍のバーリトゥード対抗戦で空手の先生に挑戦表明する。つづく柔術軍の圧勝により「ジュージュツが何だ」と威張っていた空手の先生は逃げだして対戦は実現しなかった、と現場に居合わせた石井は講道館機関誌『柔道』で語っている。
2008年2月に、ヒクソン・グレイシーを会長とする全日本柔術連盟（JJFJ）の相談役に就任した。
90歳を過ぎてからも、道着に袖を通し道場に姿を現しては稽古、指導を行った。
2009年1月29日、リオデジャネイロ州ペトロポリス市イタイパバにおいて死去。95歳没。死因は自然死で、死去する10日前まで柔術の稽古、指導を行っていた。
2015年10月2日、リオデジャネイロはエリオの生誕日を記念して10月1日を「バーリトゥードの日」に制定した。

## 家族
グレイシー一族。
- 父ガスタオン・グレイシー
- 長兄カーロス・グレイシー（Carlos Gracie）
- 四兄ジュルジ・グレイシー
- 長男ホリオン・グレイシー（Rorion Gracie）1952年1月10日生
  - ヒイロン・グレイシー（ホリオンの長男）
  - ヘナー・グレイシー（ホリオンの次男）
  - ハレック・グレイシー（ホリオンの三男）
- 次男ヘウソン・グレイシー（Relson Gracie）1953年3月28日生
- 三男ヒクソン・グレイシー（Rickson Gracie）1959年11月21日生
  - 孫ハクソン・グレイシー（Rackson Gracie、ヒクソンの長男）
  - 孫クロン・グレイシー（ヒクソンの次男）
- 四男ホウケル・グレイシー（Rolker Gracie）1964年7月22日生
- 五男ホイラー・グレイシー（Royler Gracie）1965年12月6日生
- 六男ホイス・グレイシー（Royce Gracie）1966年12月12日生
- 七男ホビン・グレイシー（Robin Gracie）1971年8月17日生